# Mravenec zemní
Mravenec zemní (Ponera coarctata Latreille) je mravenec z podčeledi Ponerinae. Je lehce zaměnitelný s druhem Ponera testacea. Oba druhy jsou ve střední Evropě původní.

## Popis
Drobný, hnědý až tmavě hnědý mravenec. Na první pohled nezvykle úzký, protáhlý s válcovitým tělem. Dělnice jsou velké 2 až 3 mm, královny 3 až 4 mm.

## Kolonie
Mravenec zemní vytváří málo početné monogynní kolonie. Kolonii tvoří většinou nanejvýš 60 dělnic. Kolonie s více než 135 dělnicemi a třemi plodícími královnami nejsou známy. Dělnice většinou loví v zemi. Mají žihadlo s velmi účinným jedem. Rojí se mezi koncem srpna a koncem září.

## Rozšíření
Mravenec je rozšířen ve střední a jižní Evropě a na Středním východě. Jedná se o mediteránní druh.

## Stanoviště
Mravenec zemní žije hlavně na teplých místech.